# Spinalis

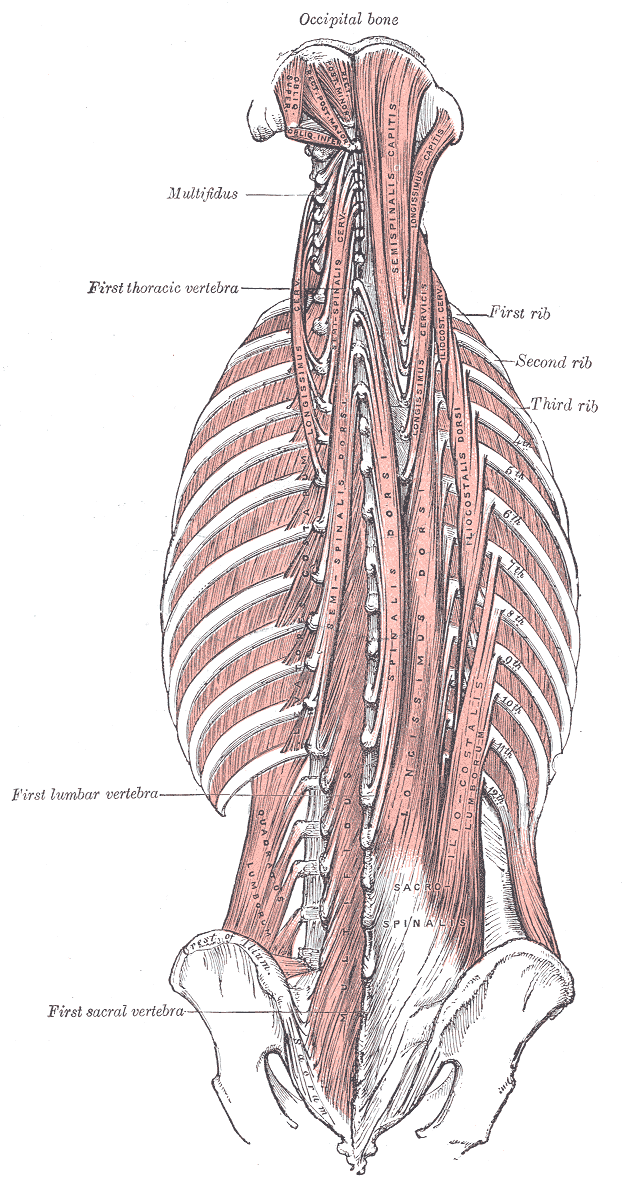
Ryggens djupa muskulatur. Spinalis är den muskel som syns närmast till höger om ryggraden (här kallad "Spinalis dorsi").
Illustration: Gray's Anatomy, 1918. (PD)

Spinalis (latin: musculus spinalis, "muskeln som hör till ryggraden") är, i människans kropp, en av de tre skelettmuskler som tillsammans bygger upp m. erector spinae, det muskelsystem som sträcker sig över ryggen (dorsum) mellan korsbenet (os sacrum) och nacken (nucha) på var sida om ryggraden (columna vertebralis). Spinalis är placerad medialt om m. longissumus och m. iliocostalis. Liksom övriga muskler som ingår i m. erector spinae är spinalis främsta funktion att extension och lateralflexion av ryggraden.

## Spinalis thoracis
I bröstryggen utgör spinalis m. erector spinaes mediala fortsättning.  Den har sitt ursprung i de två översta ländkotornas (vertebrae lumbales, L1-L2) och de två nedersta bröstkotornas (vertebrae thoracicae, T11-T12) taggutskott (proc. spinosi). Fibrerna bildar en liten muskel som med separata senor fäster i taggutskotten på alla mellersta bröstkotor (T11-2).

## Spinalis cervicis
I halsryggen utgör spinalis en osammanhängande muskel. Den sträcker sig från nackligamentet (lig. nuchae), taggutskotten på de två översta bröstkotorna (T2-1) och fyra nedersta halskotorna (vertebrae cervicales, C4-7) till taggutskotten på tappkotan (axis) och ofta på de två underliggande halskotorna (C2-4).